# Problema del creador de Dios
En filosofía, el problema del creador de Dios es la controversia respecto de la causa hipotética responsable de la existencia de Dios, en el supuesto de que Dios existe. Cuestiona la proposición de que el universo no puede existir sin un creador afirmando que el creador del universo debe tener las mismas restricciones. Esto, a su vez, puede conducir a un problema de regresión infinita en el que se supone que cada nuevo presunto creador de un creador tiene su propio creador. Un desafío común a las proposiciones teístas de una deidad creadora como explicación necesaria del primer motor inmóvil para el universo es la pregunta: «¿Quién creó a Dios?».
Algunas tradiciones religiosas tienen ese elemento como parte de su doctrina. El jainismo postula que el universo es eterno y siempre ha existido. El ismailismo rechaza la idea de Dios como causa primera, debido a la doctrina de la incomparabilidad de Dios y fuente de cualquier existencia, incluidos los objetos abstractos.

## Perspectivas
Osho escribe:

No, no preguntes eso. Eso es lo que todas las religiones dicen: no preguntes quién creó a Dios. Pero eso es extraño, ¿por qué no? Si la cuestión es aplicable a la existencia humana, ¿por qué se vuelve inválida cuando es aplicada a la existencia de Dios? Una vez que te preguntas quién creó a Dios, caes en una regresión absurda.

Sin embargo, filósofos como Enric Fernández Gel han argumentado que declaraciones como las anteriores, aunque altamente extendidas, son difíciles de sostener, cuando uno investiga un mínimo acerca de las argumentaciones y las tradiciones filosóficas teístas de verdad (véase falacia del hombre de paja), y argumenta, en la línea de Edward Feser, que esta pseudo-objeción parece poder rastrearse por lo menos hasta David Hume, debido a que este estaba reaccionando frente a ciertos escritos ambiguos de René Descartes al respecto de algunos de estos temas.
Por otra parte, John Humphreys escribe:

... si alguien pudiera explicarlo, podríamos vernos forzados a embarcarnos en lo que los filósofos llaman una regresión infinita. Habiendo establecido quién creó a Dios, ahora tendríamos que responder la pregunta de quién creó al creador de Dios.

Joseph Smith declaró en el discurso del funeral de King Follett:

Les voy a decir cómo Dios llegó a ser Dios. Hemos imaginado y supuesto que Dios era Dios desde toda la eternidad. Refutaré esa idea y quitaré el velo. El primer principio del evangelio es conocer con certeza el carácter de Dios y saber que podemos conversar con Él como uno solo. El hombre conversa con otro, y que alguna vez fue un hombre como nosotros; sí, que Dios mismo, el Padre de todos nosotros, habitó en una tierra, igual que lo hizo Jesucristo mismo. ¿Es lógico decir que un espíritu es inmortal y sin embargo tiene un principio? Porque si un espíritu tiene principio, tendrá fin. Todos los necios y doctos y sabios desde el principio de la creación que dicen que el hombre tuvo un principio prueban que debe tener un fin. Si así fuera, la doctrina de la aniquilación sería cierta. Pero si estoy en lo cierto, podría proclamar con valentía desde los tejados que Dios nunca tuvo poder para crear el espíritu del hombre. Dios mismo no pudo crearse a sí mismo. La inteligencia existe sobre un principio autoexistente; es un espíritu de edad en edad, y no hay creación en él. Además, todos los espíritus que Dios alguna vez envió al mundo son susceptibles de ampliación.

## Respuestas
Los defensores de la religión han respondido que, por definición, Dios es el primer motor inmóvil y, por tanto, que la pregunta es inadecuada:
Ray Comfort, escritor y evangelista, escribe:

Ninguna persona o cosa creó a Dios. Él creó el tiempo y por eso nosotros entramos en la dimensión del tiempo. La razón demanda que todas las cosas tengan un principio y un fin. Dios, sin embargo, está afuera de la dimensión del tiempo. Él se mueve a través del tiempo como si revisara un libro de historia... él se mueve en la «eternidad», sin tener principio o fin.